# Olaus Jonæ Alcidatus
Olaus Jonæ Alcidatus, född 1599 i Dagsbergs församling, död 1661 i Dagsbergs församling, Östergötlands län, var en svensk präst.

## Biografi
Alcidatus föddes 1599 i Dagsbergs församling. Han var son till kyrkoherden Jonas Petri Metronius. Alcidatus blev i oktober 1624 student vid Uppsala universitet och avlade filosofie kandidatexamen. Han prästvigdes 1632 till komminister i Krokeks församling. Alcidatus blev 1648 kyrkoherde i Dagsbergs församling och avlade där 1661.

### Familj
Alcidatus var gift och de fick tillsammans barnen Johannes Taxbergius, Carolus Taxbergius och en dotter som var gift med stallmästaren Jacob Håhl.